# Stadion Narodowy w Mińsku
Stadion Narodowy w Mińsku (biał. Нацыянальны футбольны стадыён (Мінск)) – projektowany stadion piłkarski w Mińsku na Białorusi. Planowano, że swoje mecze będzie rozgrywać na nim reprezentacja Białorusi.
Na trybunach będzie znajdować się 33 000 miejsc (wszystkie siedzące). Budowa powinna zostać ukończona w 2023. Stadion zostanie wybudowany zgodnie z chińskimi standardami bez dostosowania do obowiązujących norm Białorusi.
Prezydent Białorusi Alaksandr Łukaszenka stwierdził, że stadion będzie prezentem od Chin; wcześniej Chiny podarowały podobne prezenty Kostaryce, Laosowi, Gabonowi, Angoli, Zambii i innym krajom afrykańskim.
«My, z pomocą naszych chińskich przyjaciół – najprawdopodobniej będzie to prezent od Xi Jinpinga – zbudujemy Stadion Narodowy Białorusi. Poprosiłem Xi Jinpinga, mojego przyjaciela, aby zbudował go z chińskim smakiem, tak aby wszyscy, nie tylko Białorusini, widzieli, że jest to przykład przyjaźni z Chińczykami.»